# 倫氏烏尾鮗
倫氏烏尾鮗（学名：Pterocaesio randalli），又名菲律賓鱗鰭梅鯛、烏尾冬仔，为烏尾鮗科鱗鰭梅鯛屬下的一个种。